# هربرت بنجامین ادواردز
هربرت بنجامین ادواردز (انگلیسی: Herbert Benjamin Edwardes; ۱۲ نوامبر ۱۸۱۹ – ۲۳ دسامبر ۱۸۶۸) فرد نظامی اهل پادشاهی متحد بریتانیای کبیر و ایرلند بود. وی همچنین برندهٔ جوایزی همچون نشان حمام شده‌است.